# Ernst Georg Pritzel
Pour les articles homonymes, voir Pritzel.
Ernst Georg Pritzel est un botaniste allemand, né en 1875 et mort en 1946.
Il enseigne la botanique à Berlin. Il voyage en 1900-1901 en Australie-Occidentale avec Ludwig Diels (1874-1945).